# بارکام تاون
بارکام تاون (به لاتین: Barkam Town) یک شهرک در جمهوری خلق چین است که در بارکام واقع شده‌است.